# Пашков, Александр Васильевич
Алекса́ндр Васи́льевич Пашко́в (1 (12) января 1792—1868) — генерал-майор из рода Пашковых, командир 1-й гусарской дивизии.

## Биография
Старший сын члена Государственного совета Российской империи обер-егермейстера Василия Александровича Пашкова. Родился в Москве, крещён 6 января 1792 года в церкви Успения Пресвятой Богородицы на Покровке при восприемстве М. Л. Измайлова и бабки Д. И. Пашковой. Его брат Михаил был генерал-лейтенантом и инспектором пограничных войск.
Получив домашнее воспитание, Александр Пашков 12 лет от роду был зачислен в службу юнкером в Коллегию иностранных дел (11 апреля 1804 года), откуда вышел в декабре 1806 года и 7 декабря следующего поступил аудитором в генерал-аудиториат, а 10 февраля 1810 года перешёл в лейб-гвардии Гусарский полк юнкером.
Произведённый 10 декабря того же 1810 года в корнеты, он в 1812 году принял участие в Отечественной войне 1812 года. Он был в сражениях под Витебском и Смоленском, при Бородине, где получил орден Св. Анны 4-й степени, при Тарутине, Малоярославце и других; под Красным он заслужил орден Св. Владимира 4-й степени с бантом, под Калишем — орден Св. Анны 2-й степени. 23 февраля 1813 года за отличия во время изгнания неприятеля из пределов России был произведён в поручики.
За отличие под Люценом 18—20 апреля 1813 года награждён прусским орденом «Pour le mérite». Затем он сражался под Бауценом, за бой при Денневице получил 24 сентября золотую саблю с надписью «За храбрость», а за отличие при взятии Касселя был 18 сентября произведён в штабс-ротмистры и награждён шведским военным орденом Меча; наконец, за отличие в генеральном сражении под Лейпцигом он 7 октября получил чин ротмистра, а затем, в 1814 году, участвовал, состоя адъютантом у генерала Винценгероде, в делах при Дюссельдорфе, при взятии Суассона, под Краоном, Лаоном, Реймсом и других.
7 марта 1816 года Пашков был произведён в полковники. 4 июня 1817 года переведён был в Тверской драгунский полк, а 12 февраля 1818 года назначен командиром Ахтырского гусарского полка. 12 декабря 1824 года Пашков был произведён в генерал-майоры с назначением состоять при начальнике 2-й гусарской дивизии, а 21 декабря 1825 года назначен состоять по армии.
Во время русско-турецкой войны 1828—1829 годов он был отправлен в действующую армию. За участие во взятии крепости Шумлы он получил орден Св. Владимира 3-й степени, а за разбитие 25 и 28 июля войск верховного визиря удостоился вторичного награждения золотой, алмазами украшенной, саблей с надписью «За храбрость» (1 января 1830 года).
26 июля 1829 года Пашков был определён командиром 1-й бригады 4-й уланской дивизии, а в марте 1830 года — той же бригады 2-й конно-егерской дивизии, с которой принял участие в усмирении польского мятежа, где командовал Переяславским конно-егерским полком своей бригады в злосчастном деле при Сточеке. Позже он отличился в сражениях под Казимиржем и при деревне Борове, за первое он получил орден Св. Анны 1-й степени, а за второе — орден Св. Владимира 2-й степени. Позднее состоял некоторое время начальником Люблинского воеводства.
23 октября 1831 года Пашков был назначен начальником 1-й гусарской дивизии, а 10 декабря 1832 года вышел в отставку. Проживал в Санкт-Петербурге в собственном доме на наб. Кутузова, д.10.
Умер 8 (20) июля 1868 года от хронического катара толстых кишок, похоронен в Новодевичьем монастыре в Москве.

## Семья
Жена (с 19 сентября 1828 года) — Елизавета Петровна Киндякова (01.04.1804—01.11.1854), дочь богача генерал-майора Петра Васильевича Киндякова и его жены Александры Васильевны. Пашкова входила в окружение Пушкина, считалась первой московской красавицей и именовалась в обществе «Запретной Розой», по названию стихотворения посвящённого ей в 1826 году П. Вяземским, где в иносказательной форме излагалась история её первого неудачного брака с князем И. А. Лобановым-Ростовским. Они поженились в феврале 1824 года, а в 1825 году фактически разошлись по причине физического недостатка князя. У Елизаветы Петровны начался роман с Пашковым, за развитием которого наблюдала вся Москва. В 1828 году по решению Синода она получила развод с правом на возвращение своей девичьей фамилии. Её второй брак был вполне удачен, супруги имели троих детей. Умерла от водянки в Петербурге, похоронена в Новодевичьем монастыре в Москве.
- Екатерина Александровна (03.10.1829[6]—15.10.1899), фрейлина, с 1848 года жена генерала А. Е. Тимашева.
- Василий Александрович (1831—1902), полковник в отставке, основатель движения евангельских христиан.
- Алексей Александрович (28.12.1832[7]—29.03.1833[7])
- Ольга Александровна (15.08.1835[8]—1928), фрейлина, с 1854 года замужем за А. И. Мусиным-Пушкиным (1827—1903); после Октябрьской революции с дочерьми эмигрировала во Францию.